# 1353

## Události
- 27. května – V Budíně se Anna Svídnická stala třetí manželkou Karla IV.
- Konec morové epidemie v Evropě. Celkem zemřela asi 1/3 obyvatelstva.

### Probíhající události
- 1351–1368 – Povstání rudých turbanů

## Narození
- Markéta I. Dánská, norská královna († 28. října 1412)

## Úmrtí
- 2. února – Anna Falcká, česká a římská královna (* 26. září 1329)
- 27. dubna – Semjon Hrdý, kníže moskevský a veliký kníže vladimirský z dynastie Rurikovců (* 7. září 1316)
- ? – František Pražský, první kronikář Karla IV. (* 1290)
- 1353 - Štěpán II. Kotromanić, bosenský bán (* 1292)

## Hlavy státu
- České království – Karel IV.
- Moravské markrabství – Jan Jindřich
- Svatá říše římská – Karel IV.
- Papež – Inocenc VI.
- Anglické království – Eduard III.
- Francouzské království – Jan II.
- Polské království – Kazimír III. Veliký
- Uherské království – Ludvík I. Uherský
- Norské království – Haakon VI.
- Švédské království – Magnus IV.
- Lucemburské vévodství – Karel IV. – Václav Lucemburský
- Byzantská říše – Jan V. Palaiologos a Jan VI. Kantakuzenos (spoluvládce)